# Raymond Smullyan
Raymond Smullyan est un polymathe, logicien, mathématicien, philosophe, et magicien américain né le 25 mai 1919 à Far Rockaway (New York) et mort le 6 février 2017 à Hudson dans l'État de New York.

## Biographie
Raymond Smullyan développe tôt un double intérêt pour la musique et la science. A douze ans, il gagne une médaille d'or à l'occasion d'un concours de piano, et semble se destiner à une carrière musicale. Il s'inscrit à la Theodore Roosevelt High School, mais cette solution ne le satisfait pas entièrement : il lui manque les mathématiques. Smullyan navigue donc entre études musicales et scientifiques pendant des années, avant de se voir octroyer un poste de professeur au Dartmouth College de Hanover.
Il est connu pour avoir écrit des livres d'énigmes logiques et mathématiques qui permettent de montrer au grand public des concepts avancés en logique comme les théorèmes d'incomplétude de Gödel.
Son livre d'échecs, The Chess Mysteries of Sherlock Holmes, mettant en scène Sherlock Holmes et le Docteur Watson et écrit dans le style d'Arthur Conan Doyle, est une introduction à l'analyse rétrograde.
En théorie de la calculabilité, on lui doit le théorème de récursion double.
Raymond Smullyan n'a jamais abandonné la musique et a enregistré un récital de pièces de Bach, Scarlatti et Schubert.

## Publications (sélection)

### En logique
- Godel's Incompleteness Theorems, 1992  (ISBN 0-19-504672-2)
  - (fr) Les théorèmes d'incomplétude de Gödel, Dunod, 2000  (ISBN 2-10-005287-X)
- First-Order Logic, 1995  (ISBN 0-486-68370-2)
- Forever Undecided:a puzzle guide to Gödel, Oxford University Press, 1997  (ISBN 0-19-280141-4)

### Récréations mathématiques
- The Tao is Silent, 1977  (ISBN 0-06-067469-5)
- What is the Name of This Book?, 1978  (ISBN 0-14-013511-1)
  - (fr) Quel est le titre de ce livre ?, Dunod, 1981  (ISBN 2-10-002003-X)
- The Chess Mysteries of Sherlock Holmes, 1979  (ISBN 0-8129-2389-8)
  - (fr) Sherlock Holmes en échecs, Flammarion, 2001  (ISBN 2-08-068049-8)
- The Chess Mysteries of the Arabian Knights, 1981  (ISBN 0-19-286124-7)
- The Lady or the Tiger?, 1982  (ISBN 0-8129-2117-8)
  - (fr) Le livre qui rend fou, Dunod, 1984  (ISBN 2-10-003202-X)
- This Book Needs No Title, 1986  (ISBN 0-671-62831-3)
- To Mock a Mockingbird, 1985  (ISBN 0-19-280142-2)
- Alice in Puzzle-land, 1986  (ISBN 0-688-00748-1)
- Satan, Cantor and Infinity and other mind-boggling puzzles, 1992  (ISBN 0-679-40688-3)
  - (fr) Ça y est, je suis fou !!, Dunod, 1993  (ISBN 2-10-001963-5)
- The Riddle of Scheherazade, 1997  (ISBN 0-15-600606-5)
  - (fr) Les énigmes de Shéhérazade, Flammarion, 1998  (ISBN 2-08-035564-3)
- The Magic Garden of George B. And Other Logic Puzzles, Polimetrica (Monza/Italie), 2007  (ISBN 978-88-7699-066-3)